# こども家庭庁
こども家庭庁（こどもかていちょう、英語: Children and Families Agency）は、日本の行政機関のひとつ。政府で所管する子どもを取り巻く行政分野のうち、従来は内閣府や厚生労働省が担っていた事務の一元化を目的に設立された内閣府の外局であり、2023年4月1日に発足した。
第2次岸田内閣により2022年2月25日に国会に提出され、6月15日成立、6月22日に法律第75号として公布されたこども家庭庁設置法に基づいて設立された。
「子ども家庭庁」という表記は誤り。こども基本法、こども家庭庁設置法などの関連法令ではひらがなのみの「こども」と表記している。
本項目では、当初設立が構想されていたこども庁についても一部触れる。

## 経緯

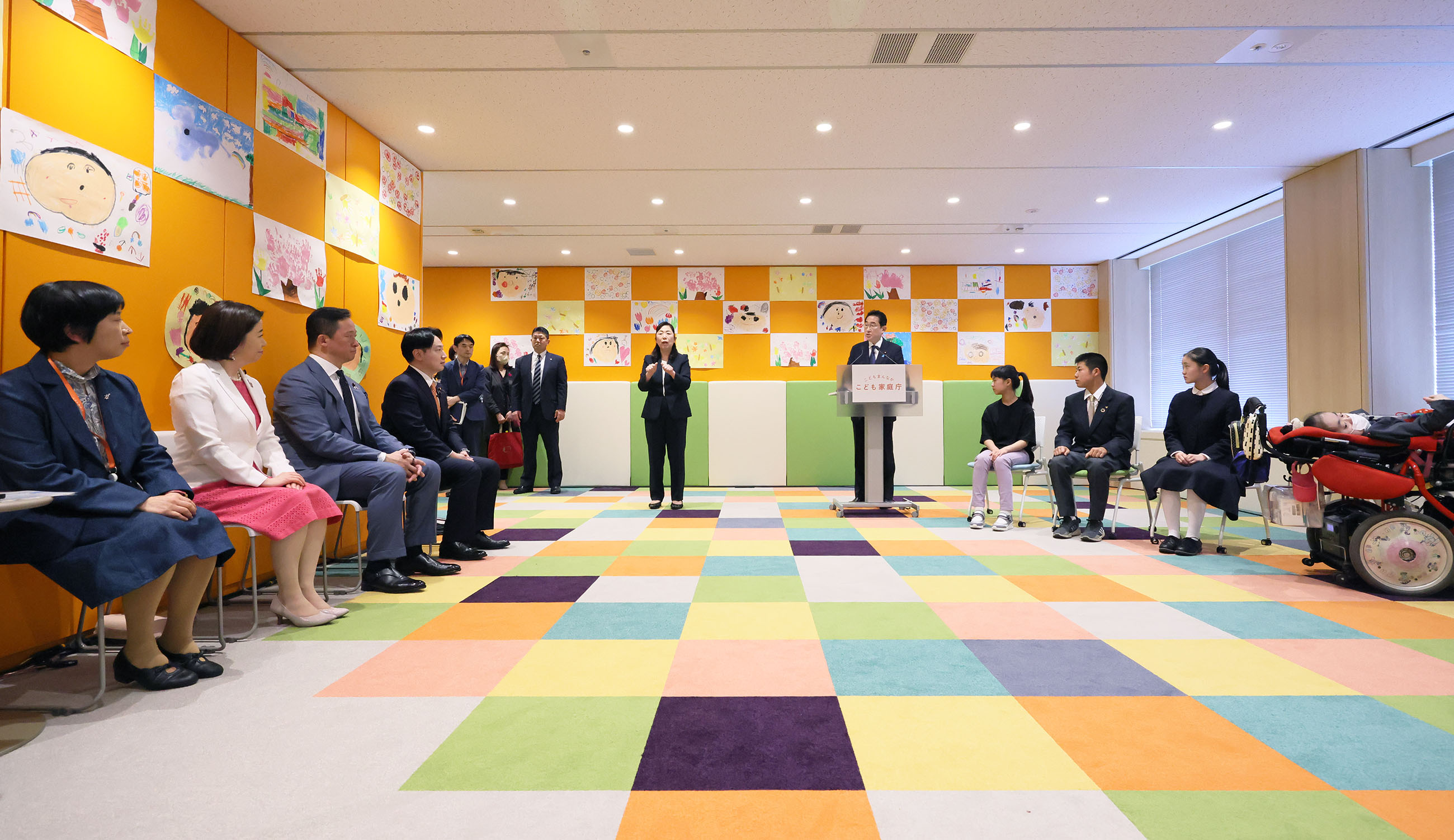
2023年4月3日、こども家庭庁発足式にて

日本は1994年、世界で158番目に「子どもの権利条約」を批准した。条約批准から28年たった2022年、条約に基づく国内法の議論がようやく開始された。
日本では、子どもの生命や安全が危機にさらされている。2020年の19歳以下の自殺は777人で、15〜19歳の死因のトップは自殺であった。20年度の児童相談所の児童虐待の相談対応は20万5000件と過去最多になった。
国の将来や自分の未来に対する夢は、日本の若者はいずれも最下位で、他国の若者に比べ日本の若者の自己肯定感や自己効力感が低い実態が数字にも表れている。
これまで日本では下記の通り、子どもに関する所管が文部科学省、厚生労働省、内閣府、警察庁など様々な省庁に分かれ、縦割り行政になっていると指摘されてきた。
- 文部科学省：幼稚園、小学校、中学校、高等学校、大学・短期大学・高等専門学校・専門学校の幼児教育や義務教育、いじめ対策、不登校対策、自殺予防対策、宗教2世、各種ハラスメント防止等
- 厚生労働省・総務省：児童養護施設・児童福祉施設（児童指導員）、学童保育（学童保育指導員、放課後児童支援員）、保育所・保育園、待機児童対策、児童相談所を通じたヤングケアラー対策、母子保健、児童精神医学、ひとり親家庭支援、障害児支援、ネグレクトや児童虐待の防止等
- 内閣府・農林水産省：託児所・認定こども園、少子化対策、子供の貧困対策、子ども食堂（農林水産省等）、児童手当等
- 警察庁生活安全局：少年少女犯罪対策、少年少女売春・児童買春対策、性的搾取防止等
- 財務省・経済産業省・厚生労働省: 事業承継（民間児童養護施設・民間児童福祉施設・民間子ども食堂・民間こころの健康相談センター・民間教育関連施設等）

まず民主党政権において、幼保一体化政策の下で「子ども家庭省」（幼稚園と保育園のみを一本化するもの、後に不十分とされた）の設置が検討された。自由民主党による政権交代の後、「子ども庁」として同様の省庁の設置が目指されることになる。一方、立憲民主党においては「子ども家庭庁」や「子ども省」の名で設置が目指されている。
2018年12月に超党派「成育医療等基本法成立に向けた議員連盟」（会長：河村建夫、事務局長：自見英子）による議員立法成育基本法が成立し、附則に「政府は、成育医療等の提供に関する施策を総合的に推進するための行政組織の在り方等について検討を加え、必要があると認めるときは、その結果に基づいて必要な措置を講ずるものとする。」と規定される。これが、こども家庭庁設置に向けた法的根拠とされる。
2021年1月24日、自民党参議院議員の山田太郎が当時の総理大臣であった菅義偉に「こども庁」創設を提言。縦割り行政打破をモットーとする菅は強い関心を示し、こども庁構想が動き出した。同年2月には、2019年にセーブ・ザ・チルドレン・ジャパン、日本財団、日本教職員組合、創価学会女性平和委員会らによって設立された「広げよう！子どもの権利条約キャンペーン」が「『子ども家庭庁』等の総合的機関の設置に関わる緊急提言」を作成し、山田に提出した。
山田と自民党参議院議員で小児科医でもある自見英子が中心となって自民党若手議員による勉強会を立ち上げ、3月中旬には提言を取りまとめた。一方、政府内でも内閣官房長官の加藤勝信を中心に検討が始まっていた。
同年4月1日、山田らがこども庁設置に向けた提言を総理大臣菅義偉に申し入れる。菅は、強い決意で取り組む意向を示し、同日中に自民党内に検討機関を設置するよう幹事長二階俊博らに指示した。菅は、4月5日の参議院決算委員会においても、こども庁創設への決意を自見英子から問われ、「極めて重く受け止めている。しっかり対応したい」と、強い意欲を示した。
2021年（令和3年）6月の政府の「骨太の方針」にはこども政策についての「新たな行政組織の創設の検討に着手」と書かれ「こども庁」創設の方針が決まった。
菅政権終盤の9月には「こども政策の推進に係る有識者会議」が設置され、全5回の会合のち11月末には新しく総理に替わった岸田総理に方向書が提出された。
2021年自由民主党総裁選挙においても争点の一つとされ、「Children Firstの子ども行政のあり方勉強会」が開催した「こども政策公開討論会」では、特に野田聖子が創設に強い意欲を示したほか、河野太郎、岸田文雄も意欲を示したが、高市早苗は態度を明確にしなかった。
2021年12月14日、「子供だけでなく子育て世帯への支援も重要」といった声や「子育てに対する家庭の役割を重視した名称にするのが望ましい」との与党からの意見により、名称が「こども家庭庁」に変更する方針が示された。元々、この名称は公明党や「伝統的家族観」を重んじる自民党内の保守派からも声が上がっていたもので、先述の通り立憲民主党の名称案にも通じるものとなっている。同月21日の閣議で、「こども家庭庁」の名称と、再来年度のできるかぎり早期の創設を目指すとする基本方針が決定された。
2022年2月25日に、こども家庭庁設置法案とこども家庭庁設置法の施行に伴う関係法律の整備に関する法律案が閣議決定され、同日衆議院へ提出された。
2022年5月17日、こども家庭庁を設置する関連法案が衆議院本会議で与党の自由民主党、公明党、国民民主党、無所属クラブの賛成多数で可決された。
2022年6月15日、こども家庭庁を設置する関連法案が参議院本会議で可決され、法案は成立した。

## 組織
こども家庭庁の組織は基本的に、法律のこども家庭庁設置法、政令のこども家庭庁組織令及び内閣府令のこども家庭庁組織規則が階層的に規定している。

### 特別な職
- こども家庭庁長官
- 官房長
- 審議官（3名、うち1名併任）
- 公文書管理官
- 参事官（併任の者を除き1名）

### 内部部局
長官官房
- 総務課
  - 経理室
  - 企画官（広報・文書担当）
  - 企画官（地方連携・DX等担当）（併任）
  - 人事調査官
  - サイバーセキュリティ・情報化企画官
- 公文書監理官（併任）
- 参事官（会計担当）
- 参事官（日本版DBS担当）（併任）
- 参事官（総合政策担当）
  - 少子化対策企画官

成育局
- 審議官（成育局担当）
- 総務課
- 保育政策課
  - 認可外保育施設担当室
- 成育基盤企画課
- 成育環境課
  - 児童手当管理室
- 母子保健課
- 安全対策課
  - 企画官（日本版DBS担当）
- 参事官 (事業調整担当）

支援局
- 審議官（支援局担当）
- 総務課
  - 企画官（いじめ・不登校防止担当）
- 虐待防止対策課
  - 企画官（こども若者支援担当）
- 家庭福祉課
  - 企画官（ひとり親家庭等支援担当）
- 障害児支援課

審議官（総合政策等担当）（3年時限）（併任）
出典

### 審議会等
- こども家庭審議会（こども家庭庁設置法6条、7条）

### 特別の機関
- こども政策推進会議（こども基本法17条 - 20条、こども家庭庁設置法8条）

### 施設等機関
- 国立児童自立支援施設（こども家庭庁組織令24条）
  - 国立きぬ川学院
  - 国立武蔵野学院

## 所管の法人
以下の独立行政法人を所管している。
- 福祉医療機構（厚生労働省との共管）
- 日本スポーツ振興センター（文部科学省との共管）

## 組織の概要
こども家庭庁設置法により、こども家庭庁は、内閣府の外局とされる（第2条第1項）。報道では、内閣総理大臣直属の機関とされている。確かに、内閣府の長は内閣総理大臣であるから、内閣総理大臣直属であるという表現は間違ってはいないが、これは金融庁や消費者庁のような他の内閣府の外局にも共通していることであり、こども家庭庁だけが特別の位置づけがされているわけではない。
こども家庭庁の長は、こども家庭庁長官である（第2条第2項）。金融庁長官や消費者庁長官と同じく一般職の国家公務員である。
こども家庭庁の事務に関して、内閣府特命担当大臣（こども政策 少子化対策 若者活躍）が置かれる。従前の少子化対策担当を廃止して設置されるもので必置である（内閣府設置法11条の3）。他の特命担当大臣と同じく、内閣府設置法12条に基づき自らの所掌事務について関係する行政機関に資料提出や説明を求め、勧告を行う権限を有する。
こども家庭庁は、内閣府設置法第53条第2項により官房及び局を置くことされ（第9条第1項）、こども家庭庁に置かれる官房及び局の数は3以内となっている（第9条第2項）。
具体的な組織区分は、大きく「企画立案・総合調整部門」、「成育部門」、「支援部門」の三部門から構成される。
「企画立案・総合調整部門」が長官官房である。官房長、総務課、参事官（会計担当）、参事官（総合政策担当）が置かれる。長官官房には、各府省で分散していた子ども政策に関する総合調整機能を集約し、子ども政策に関連する大綱を作成・推進する。また、デジタル庁などと連携して個々の子ども・家庭の状況、支援内容などに関するデータベースを整備する。
「成育部門」がこども成育局である。総務課、こども保育政策課、こども育成基盤課、こども子育て支援課、母子保健課、こども安全課、参事官（事業調整担当）が置かれる。こども成育局では、施設の類型を問わず共通の教育・保育を受けられるよう、文部科学省と協議し幼稚園、保育所、認定こども園の教育・保育内容の基準を策定する。子どもの性犯罪被害を防止する目的で日本版DBSや、子どもが死亡した経緯を検証するCDR（チャイルド・デス・レビュー）の検討を進める。
「支援部門」がこども支援局である。総務課、虐待防止対策課、こども家庭福祉課、障害児支援課が置かれる。こども支援局では児童虐待やいじめ問題に対処し、重大ないじめに関しては、文部科学省と情報を共有して対策を講じる。さらにヤングケアラー、里親のもとで育った若者の支援を進める。組織の詳細は政令や内閣府令で規定される。
厚生労働省が所管している児童自立支援施設の国立武蔵野学院と国立きぬ川学院は、こども家庭庁に移管される。地方支分部局を置く規定はなく、必要な場合、こども家庭庁から地方厚生局に事務委任するとなっている。

## 幹部職員
令和7年7月8日現在の幹部職員（審議官以上）は以下のとおりである。
| 職名                     | 氏名       |
| ------------------------ | ---------- |
| 長官                     | 渡辺由美子 |
| 官房長                   | 藤原朋子   |
| 審議官（成育局担当）     | 竹林悟史   |
| 審議官（支援局担当）     | 源河真規子 |
| 審議官（総合政策等担当） | 水田功     |
| 成育局長                 | 中村英正   |
| 支援局長                 | 齊藤馨     |